# NGC 5933
NGC 5933 est une lointaine galaxie elliptique située dans la constellation du Bouvier. Sa vitesse par rapport au fond diffus cosmologique est de 10 935 ± 6 km/s, ce qui correspond à une distance de Hubble de 161 ± 11 Mpc (∼525 millions d'al). NGC 5933 a été découverte par l'astronome américain Lewis Swift en 1887.
À ce jour, une mesure non basée sur le décalage vers le rouge (redshift) donne une distance d'environ 157,000 Mpc (∼512 millions d'al). Cette valeur est à l'intérieur des valeurs de la distance de Hubble.